# クリスティアン・マネア
クリスティアン・マリアン・マネア（Cristian Marian Manea、1997年8月9日 - ）は、ルーマニア・コンスタンツァ出身のプロサッカー選手。ルーマニア代表。CFRクルジュ所属。ポジションは、ディフェンダー。

## クラブ経歴
地元クラブのFCヴィトルル・コンスタンツァで育成され、2013–14シーズンにトップチームデビュー。
2016年2月、アポロン・リマソールに移籍。
2015年8月、ロイヤル・ムスクロン＝ペルウェルツにレンタル移籍。

## 代表歴
育成年代からルーマニア代表に選出されている。
2014年5月のアルバニア戦でルーマニア代表史上最年少で初キャップを記録。